# Brassaiopsis gracilis
Brassaiopsis gracilis är en araliaväxtart som beskrevs av Hand.-mazz. Brassaiopsis gracilis ingår i släktet Brassaiopsis och familjen Araliaceae. Inga underarter finns listade.